# Премія «Сфінкс»
Премія «Сфінкс» (пол. Nagroda Sfinks) — вручається з 1995 року премії читачів щоквартального журналу «SFinks» і клієнтів книжкового магазину «Verbum 2» (нині Solarisnet.pl) по літературі в галузі фантастики. Церемонія нагородження відбувається в рамках Міжнародного фестивалю фантастики в Нідзиці. Патронаж премії здійснює Фонд Solaris від Ольштині. Нагорода має форму статуї з літію конструкції Войцеха Седенського.
Премія була створена в 1994 році у редакції щоквартального журналу «SFinks». У 2000 році він склав комітет премії, що складається з Елізабет Магіри Єви Люпінської і Божени Васак. Глава підраховує голоси, підготовлює список кандидатур. Голосування проходить через Інтернет або поштою.
У 2015 році нагородження було припинено.

## Категорії нагород
Нагорода видається в категоріях:
- Книга року – балотуються до неї всі книжки, польські і зарубіжні, романи, збори оповідань, антології, альманахи, перші видання і відновлення.
- Польський роман року - балотуються перші видання польського літературного твору об'ємом мінімум 120 сторінок, виданого в зімкнутій (також в антології) формі або в журналі.
- Польське оповідання року - балотуються перші видання польського літературного твору об'ємом мінімум 119 сторін, опубліковані в журналах, збірках оповідань, антологіях, альманах.
- Зарубіжний роман року - балотуються перші видання зарубіжного твору літературного перекладеного на польську мову, об'ємом мінімум 120 сторін машинопису, виданого в зімкнутій (також в антології) формі або в загальнодержавному журналі (також у відрізках).

- Зарубіжне оповідання року - балотуються перші видання зарубіжного літературного твору на польській мові, об'ємом до 119 сторін машинопису, опублікованого в загальнодержавному журналі, збірки оповідань, антології або альманахи.

## Лауреати

### 1995 (за 1994 рік)
- Книга року: Джон Роналд Руел Толкін Незакінчені оповіді
- Польський роман року: Анджей Сапковський Кров ельфів
- Зарубіжний роман року: Ден Сіммонс Гіперіон
- Польське оповідання року: Ева Бялоленцька "Ткач ілюзії"
- Зарубіжне оповідання року: Майк Коннер "Собака-поводир"

### 1996 (за 1995 рік)
- Книга року: Урсула Ле Ґуїн Ліва рука темряви
- Польський роман року: Рафал Земкевич Перчена доля катеринщика
- Зарубіжний роман року: Джо Голдеман Вічна війна
- Польське оповідання року: Конрад Левандовскі "Noteka 2015"
- Зарубіжне оповідання року: Дейвід Джерролд "Марсінське дитя"

### 1997 (за 1996 рік)
- Книга року : Філіп Дік Людина у високому замку
- Польський роман року : Анджей Сапковський Хрещення вогнем
- Зарубіжний роман року : Філіп Дік Витри сльози, — промовив полісмен
- Польське оповідання року : Рафал Земкевич "Спляча красуня"
- Зарубіжне оповідання року : Майк Резнік "Кіріньяґа"

### 1998 (за 1997 рік)
- Книга року: Анджей Сапковський Вежа Ластівки
- Польський роман року: Анджей Сапковський Вежа Ластівки
- Зарубіжний роман року: Ніл Стівенсон Діамантовий вік
- Польське оповідання року: Адам Вишневськи-Снерг "Дикун"
- Зарубіжне оповідання року: Майк Резнік "Коли помирають старі боги"

### 1999 (за 1998 рік)
- Книга року: Михайло Булгаков Майстер і Маргарита
- Польський роман року: Рафал Земкевич "Спляча принцеса"
- Зарубіжний роман року: Волтер Джон Вільямс "Митрополит"
- Польське оповідання року: Яцек Дукай "Серце сутінків"
- Зарубіжне оповідання року: Пітер Бігл "Чародій Каракоську"

### 2000 (за 1999 рік)
- Книга року: Джон Роналд Руел Толкін Володар Перстенів
- Польський роман року: Анджей Сапковський Володарка озера
- Зарубіжний роман року: Ніл Стівенсон Лавина
- Польське оповідання року: Марек Орамус "Місце на Землі"
- Зарубіжне оповідання року: Реджінальд Бретнор "Колекціонер таємниць"

### 2001 (за 2000 рік)
- Книга року: Яцек Дукай "В краю невірних"
- Польський роман року: Фелікс Крес "Громбелярдська легенда"
- Зарубіжний роман року: Джордж Мартін Битва королів
- Польське оповідання року: Анджей Земянський "Бомба Гейзенберга"
- Зарубіжне оповідання року: Майк Резнік "Полювання на Снарка"

### 2002 (за 2001 рік)
- Книга року: Яцек Дукай Чорні океани
- Польський роман року: Яцек Дукай Чорні океани
- Зарубіжний роман року: Умберто Еко Бавдоліно
- Польське оповідання року: Анджей Земянський Ванільні плантації Вроцлава
- Зарубіжне оповідання року: Джордж Мартін "Не можна вбивати людину"

### 2003 (за 2002 рік)
- Книга року: Гарлан Еллісон Небезпечне видовище
- Польський роман року: Анджей Земянський Ахая
- Зарубіжний роман року: Ніл Ґеймен Американські боги
- Польське оповідання року: Анджей Земянський "Легенда, або пиття горілки в Вроцлаві"
- Зарубіжне оповідання року: Тед Чан "Історія твого життя"

### 2004 (за 2003 рік)
- Книга року: Чайна М'євіль Станція покинутих снів
- Польський роман року: Яцек Дукай Інші пісні
- Зарубіжний роман року: Марина і Сергій Дяченки Відьомська доба
- Польське оповідання року: Анджей Земянський "Запах скла"
- Зарубіжне оповідання року: Фріц Лайбер "Встигнути на Цеппелін"

### 2005 (за 2004 рік)
- Книга року: Андреас Ешбах Відео з Ісусом
- Польський роман року: Анджей Сапковський Божі воїни
- Зарубіжний роман року: Ден Сіммонс Ілліон
- Польське оповідання року: Ярослав Гжендович „Заметіль віє з тої сторони”
- Зарубіжне оповідання року: Грегорі Бенфорд „Танець в ритмі незвичної музики”

### 2006 (за 2005 рік)
- Книга року: Лех Єнчмик Кроки в незнання
- Польський роман року: Ярослав Гжендович Господар Льодового саду т.1
- Зарубіжний роман року: Степ Свайстон Рік нашої війни
- Польське оповідання року: Криштоф Коханьски "Інтереси не йдуть добре"
- Зарубіжне оповідання року: Тед Чан "72 літери"

### 2007 (за 2006 рік)
- Книга року: Тед Чан Історія твого життя
- Польський роман року: Анджей Сапковський Вічне світло
- Зарубіжний роман року: Чайна М'євіль Шрам
- Польське оповідання року: Лукаш Орбітовський "Не вмирай раніше мене"
- Зарубіжне оповідання року: Ніл Ґеймен "Дослідження в смарагді"

### 2008 (за 2007 рік)
- Книга року: Френк Герберт Дюна
- Польський роман року: Яцек Дукай Лід
- Зарубіжний роман року: Террі Пратчетт Правда
- Польське оповідання року: Лукаш Орбітовський "Тихий дім"
- Зарубіжне оповідання року: Ніл Ґеймен "Я - Тхулху"

### 2009 (за 2008 рік)
- Книга року: Кормак Маккарті Дорога
- Польський роман року: Рафал Косик Хамелеон
- Зарубіжний роман року: Пітер Воттс Хибна сліпота
- Польське оповідання року: Лідія Косаковська "Безногий танцюрист"
- Зарубіжне оповідання року: Дяченки Марина та Сергій "Останній Дон Кіхот"

### 2010 (за 2009 рік)
- Книга року: Майкл Шабон Спілка єврейських поліцейських
- Польський роман року: Ярослав Гжендович Господар Льодового саду т.3
- Зарубіжний роман року: Чарльз Штросс Аччелерандо
- Польське оповідання року: Лукаш Орбітовський "Головна вежа"
- Зарубіжне оповідання року: Єн Макдональд "Мала богиня"

### 2011 (за 2010 рік)
- Книга року: Яцек Дукай Король болю
- Польський роман року: Яцек Дукай Король болю
- Зарубіжний роман року: Чайна М'євіль Місто і місто
- Польське оповідання року: Роберт Веґнер "Найкраще,що можна купити"
- Зарубіжне оповідання року: Тед Чан "Цикл життя програмування"

### 2012 (за 2011 рік)
- Книга року: Лех Єнчмик Шлях ракети т.1
- Польський роман року: Марек Губерат Ватра Аураріо
- Зарубіжний роман року: Джордж Мартін Танок з драконами
- Польське оповідання року: Лідія Косаковська "Шеф,в нас проблеми"
- Зарубіжне оповідання року: Ніл Ґеймен "Звернення байдужості"

### 2013 (за 2012 рік)
- Книга року: Джордж Мартін Танок з драконами част. 2
- Польський роман року: Роберт Веґнер Небо зі сталі
- Зарубіжний роман року: Ден Сіммонс Друд
- Польське оповідання року: Рафал Косик "Місто зверху й знизу"
- Зарубіжне оповідання року: Тед Чан "Автоматична няня Дацея"

### 2014 (за 2013 рік)
- Книга року: Говард Лавкрафт Жах в Дунвіху
- Польський роман року: Цезарій Збєшховський Голокост F
- Зарубіжний роман року: Чайна М'євіль Амбасадора
- Польське оповідання року: Анджей Піліп'юк Чорна парасоля
- Зарубіжне оповідання року: Брендон Сандерсон Нова душа Цезаря